# سیراکووو (ولیکو گرادیشته)
سیراکووو (به صربی: Sirakovo) یک منطقهٔ مسکونی در صربستان است که در ولیکو گردیشت واقع شده‌است. سیراکووو ۸۹۴ نفر جمعیت دارد.